# Kepulana uluma
Kepulana uluma är en insektsart som beskrevs av Young 1986. Kepulana uluma ingår i släktet Kepulana och familjen dvärgstritar. Inga underarter finns listade i Catalogue of Life.